# Nicolas Le Nen
Nicolas Le Nen est un militaire français. Général de division, il dirige le Commandement pour les opérations interarmées depuis le 1er février 2020. Il a auparavant commandé le Service Action de la Direction générale de la Sécurité extérieure (DGSE) de 2014 à 2018, et le 27e bataillon de chasseurs alpins de 2007 à 2009. Il commande pendant la guerre d’Afghanistan le Groupement tactique interarmes français (GTIA) de Kâpîssâ au sein de la Task Force américaine « Warrior » de décembre 2008 à juin 2009.

## Biographie
Nicolas Le Nen, après de nombreuses années de scoutisme dans la troupe de Notre-Dame de la Real à Perpignan, effectue sa scolarité au lycée militaire d'Aix-en-Provence, où il apparaîtrait comme meneur dans l'« affaire du Lycée militaire ». Il intègre l’École spéciale militaire de Saint-Cyr en 1986 au sein de la promotion Général Callies. À l’issue de sa scolarité, Le Nen reçoit le grade de lieutenant et choisit l’infanterie. Après un an à l'École d'application de l'infanterie à Montpellier, le lieutenant Le Nen est successivement affecté au 27e BCA à Annecy, puis au CPIS (DGSE) à Perpignan comme commandant d’unité. Il poursuit ensuite sa carrière en administration centrale puis est reçu à l’École de guerre. De 1999 à 2007, entretemps devenu lieutenant-colonel, Nicolas Le Nen sert au sein de l’état-major de l'Armée de terre à Paris sous les ordres des généraux Yves Crène (de 1999 à 2002), Bernard Thorette (de 2002 à 2006) et Bruno Cuche (de 2006 à 2007). Le 31 août 2007, il revient au 27e BCA, où il est promu colonel et devient chef de corps de ce bataillon pour une durée de deux ans.
Il commande le groupement tactique interarmes de Kapisa en Afghanistan dans le cadre de la guerre d'Afghanistan de décembre 2008 à juin 2009. Son mandat en Afghanistan est marqué par la bataille d'Alasaï (opération Dinner Out), après laquelle il reçoit la Bronze Star américaine.
Il dirige le Service Action (SA) de la DGSE à compter de janvier 2014 et est confirmé à ce poste fin 2017. Il prend rang de général de brigade le 1er janvier 2018.
Le 1er août 2018, il est nommé adjoint engagements et relations internationales et extérieures[réf. souhaitée] au commandement pour les opérations interarmées (CPOIA), avant d'en prendre le commandement le 1er février 2020.
Il est l'auteur ou le coauteur de cinq ouvrages consacrés à l'art de la guerre et à la tactique militaire, relatant notamment son expérience de la guerre d'Afghanistan. Il reçoit en 2012, conjointement avec le colonel Pierre-Joseph Givre, le « Prix Edmond Fréville - Pierre Messmer » décerné par l'Académie des sciences morales et politiques pour le livre Enjeux de guerre. Il publie un premier roman, Armistice, aux éditions du Rocher le 30 août 2023.

## Distinctions

### Rubans
|  |  |  |
|  |  |  |
|  |  |  |
|  |  |  |

### Intitulés
- Officier de la Légion d'honneur
- Officier de l’ordre national du mérite
- Croix de la Valeur militaire
- Croix du combattant
- Médaille d'Outre-Mer
- Médaille de la Défense nationale échelon or
- Médaille commémorative française
- Médaille de la Jeunesse et des Sports
- Médaille de la Force de protection des Nations Unies (ONU)
- Médaille des opérations au Kosovo (OTAN)
- Médaille de la Sfor (OTAN)
- Bronze Star Medal ( États-Unis)

## Publications et livres
- Nicolas Le Nen et Pierre-Joseph Givre (préf. Hubert Védrine), Enjeux de guerre, Paris, Economica, 2012, 128 p. (ISBN 978-2-7178-6512-7 et 2-7178-6512-8)
- Hervé de Courrèges, Emmanuel Germain, Nicolas Le Nen, Principes de contre-insurrection, Economica, 2010.
- Nicolas Le Nen (préf. Sylvain Tesson), Task Force Tiger : journal de marche d'un chef de corps français en Afghanistan, Paris, Economica, coll. « Guerres & Guerriers », 23 mars 2010, 114 p. (ISBN 978-2-7178-5853-2 et 2-7178-5853-9)
- Hervé de Courrèges, Pierre-Joseph Givre et Nicolas Le Nen (préf. Henri Bentégeat), Guerre en montagne : renouveau tactique, Paris, Économica, 2006, 141 p. (ISBN 978-2-7178-5327-8 et 2-7178-5327-8)
- Nicolas Le Nen (ill. Yvon Ristori), Notre panache, Coëtquidan, École spéciale militaire de Saint-Cyr, 1989 (BNF 35034574)
- Nicolas Le Nen, Armistice, Editions du Rocher, 2023  (ISBN 978-2-2681-0948-0)[12]